# Tadeusz Jankowski (historyk)
Tadeusz Jankowski (ur. 24 kwietnia 1905 w Olicie, zm. 27 kwietnia 1940 w Katyniu) – polski historyk, ofiara zbrodni katyńskiej.

## Życiorys
Urodził się w rodzinie Piotra i Natalii z Małachowskich. W 1925 ukończył gimnazjum w Grodnie, a w 1930 został absolwentem Wydziału Filozofii Uniwersytetu Stefana Batorego w Wilnie. Poza tym studiował na Uniwersytecie Jana Kazimierza we Lwowie i pedagogikę na Uniwersytecie Jagiellońskim w Krakowie. Z zawodu był historykiem, pracował jako kierownik Miejskiej Biblioteki Publicznej w Grodnie. Był członkiem Polskiego Towarzystwa Historycznego. Na stopień podporucznika został mianowany ze starszeństwem z 1 stycznia 1935 i 2008. lokatą w korpusie oficerów rezerwy piechoty.
Był autorem wielu artykułów naukowych i publicystycznych, m.in. Śmierć Stefana Batorego w Grodnie (1930).
7 lipca 1936 roku ożenił się z Ireną Dowal.
W kampanii wrześniowej 1939 walczył w szeregach 41 pułku piechoty. Został zamordowany w Katyniu.
5 października 2007 minister obrony narodowej Aleksander Szczygło mianował go pośmiertnie na stopień porucznika. Awans został ogłoszony 9 listopada 2007, w Warszawie, w trakcie uroczystości „Katyń Pamiętamy – Uczcijmy Pamięć Bohaterów”.